# Grotte de Saint-Cirq
La grotte de Saint-Cirq, également appelée grotte du Sorcier, est l'un des 15 sites classés au Patrimoine mondial par l'Unesco, parmi les sites préhistoriques et grottes ornées de la vallée de la Vézère. Elle se trouve sur le territoire de la commune déléguée de Saint-Cirq, en Dordogne, rattachée depuis le 1er janvier 2019 à la commune nouvelle des Eyzies.

## Historique

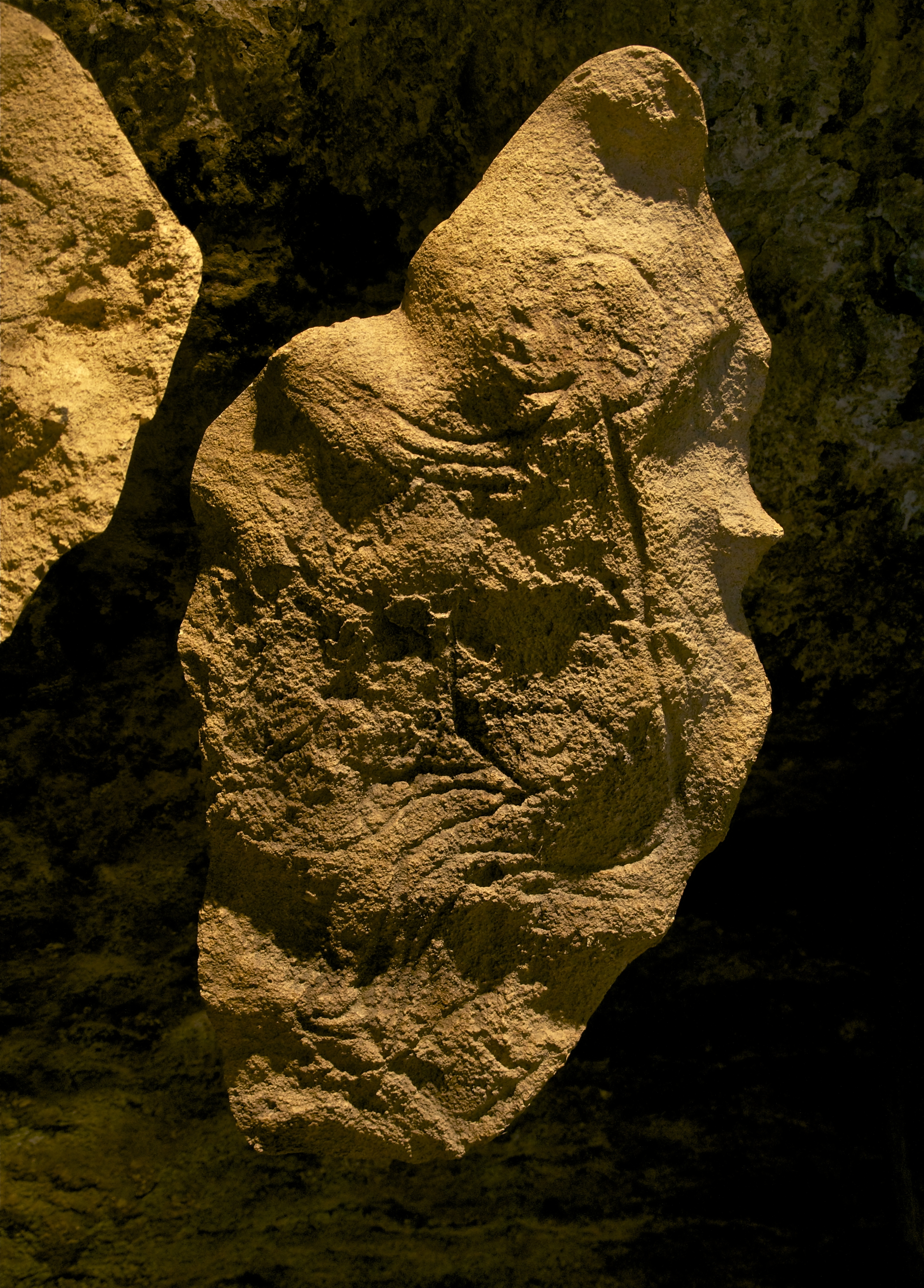
Fac-similé de la gravure du "Sorcier", visible dans le petit musée à l'entrée de la grotte.

Les gravures de la grotte de Saint-Cirq furent découvertes en 1952. Noël Brousse, propriétaire du lieu, convia le préhistorien Bernard Mortureux et son épouse à visiter la cavité, le 22 mai 1952. Ils reconnurent les premiers éléments de décorations : des équidés profondément gravés et un bison sculpté en bas-relief.
Les explorations se poursuivirent l’année suivante, avec l’abbé André Glory, qui exécuta plusieurs relevés, et André Leroi-Gourhan. Brigitte et Gilles Delluc en firent une étude, en hommage à André Leroi-Gourhan, qui fut publiée dans le bulletin de la Société préhistorique française.
Depuis 2010, la cavité et ses gravures font l'objet de nouvelles études par Romain Pigeaud, Florian Berrouet et Estelle Bougard.
En 2023, Jean-Max Touron, propriétaire du site, indique mettre en vente celui-ci, de même que l'abri de Cro-Magnon. Les deux sites sont achetés par l'État (ministère de la Culture) en novembre 2024.

## Description
La grotte de Saint-Cirq recèle des gravures préhistoriques datant du Solutréen et du Magdalénien. Sont présents des animaux (bisons, chevaux et bouquetins), des signes géométriques et des représentations humaines, dont la figure humaine dénommée le sorcier par André Glory.

## Protection
La grotte de saint-Cirq est ouverte au public, mais le nombre de visiteurs est limité. Les œuvres sont dans un état de conservation stable grâce à cette limitation.
Elle est classée monument historique depuis 1958, et a été inscrite en 1979 au Patrimoine mondial par l'Unesco, parmi les sites préhistoriques et grottes ornées de la vallée de la Vézère.
Depuis 2024 la grotte est fermée au public pour une durée indéterminée. 
Elle est mise en vente la même année.